# مذبحة الفلفل الحار
مذبحة الفلفل الحار هي لعبة فيديو من منظور الشخص الثالث للحركة / المغامرة لعام 2007 تم إصدارها حصريًا لجهاز PlayStation Portable . تم تطويره بواسطة Deadline Games ونشرته Sci Entertainment في أوروبا و Eidos في أمريكا الشمالية. تم إصدار سابقتها Total Overdose في عام 2005. تصنفها العديد من المراجعات للعبة على أنها تكملة ونسخة جديدة.  

## قصة
شخصية اللاعب هي راميرو "رام" كروز ، الحكيم الرياضي. راميرو ، بعد أن شهد مقتل والده إرنستو (مع بعض القطط الصغيرة ، التي كانت هدية عيد ميلاد رام لأبيه) في حادث حصاد غريب ، يريد الانتقام من الجناة المسؤولين.  يقاتل اللاعب مع أباطرة المخدرات ، وقطاع الطرق الفاسدين ، والوفيات النسائية ، والمرتزقة الملتويين ، والزومبي الطقوسيين. بين المهمات ، يمكن للاعب أن يختار لعب ألعاب مصغرة ، في كل منها يسقط اللاعب في منتصف الموقف ويجب عليه إكمال عدد من الحركات مع عدد محدود من الأعداء ، أو التغلب على نتيجة محددة بكمية محدودة من الوقت. لا يوجد خيار تجوال مجاني في اللعبة. 

## استقبال
| استقبال |                       |
| --- | --------------------- |
| مجموع النقاط المجموع نقاط ميتاكريتيك 74/100 [ 4 ] نتائج المراجعة نشرة نقاط 1أب.كوم B− [ 5 ] يورو غيمر 7/10 [ 6 ] غيم إنفورمر 7/10 [ 7 ] غيم سبوت 7.4/10 [ 8 ] غيم سباي [ 9 ] غيم تريلرز 7.2/10 [ 10 ] غيم زون 7.9/10 [ 11 ] آي جي إن (UK) 8/10 [ 3 ] (US) 7.7/10 [ 12 ] بي.إس.إم. 7/10 [ 13 ] إكس-بلاي [ 14 ] |                       |
| مجموع النقاط |                       |
| المجموع | نقاط                  |
| ميتاكريتيك | 74/100                |
| نتائج المراجعة |                       |
| نشرة | نقاط                  |
| 1أب.كوم | B−                    |
| يورو غيمر | 7/10                  |
| غيم إنفورمر | 7/10                  |
| غيم سبوت | 7.4/10                |
| غيم سباي | [ 9 ]                 |
| غيم تريلرز | 7.2/10                |
| غيم زون | 7.9/10                |
| آي جي إن | (UK) 8/10 (US) 7.7/10 |
| بي.إس.إم. | 7/10                  |
| إكس-بلاي | [ 14 ]                |

تلقت اللعبة تقييمات متوسطة ، أكثر تفضيلًا قليلاً من Total Overdose ، وفقًا لموقع تجميع المراجعة Metacritic . 

## أنظر أيضا
- إجمالي الجرعة الزائدة

## روابط خارجية
- مذبحة الفلفل الحار على موبي غيمز